# فیقان
فیقان، روستایی از توابع بخش مرکزی شهرستان الیگودرز در استان لرستان ایران است.

## جمعیت
این روستا در دهستان بربرود غربی قرار دارد و براساس سرشماری مرکز آمار ایران در سال ۱۳۸۵، جمعیت آن ۲۵۸ نفر (۴۱خانوار) بوده‌است.